# Enguerrand

Enguerrand est un prénom masculin français d'origine franque (Angilramn).

## Sens et origine du nom
Il procède de deux éléments germaniques : 
- ingel « ange », terme emprunté par les Germains aux Grecs, ou du germanique ing, nom ethnique d'une peuplade[1] que l'on retrouve notamment dans les noms germano-scandinaves Inge (en), Ingolf (en), Ingmar, Ingemund, Ingvar, Ingrid, Ingeborg, Ingegerd (en), Ingalill (en), etc. La forme latine du nom Ingelrannus s'explique par l'une ou l'autre des deux étymologies.
- hraban > hramm « corbeau » que l'on reconnait également dans les prénoms Bertrand et Gontran.

## Patronymes
Il est attesté comme nom patronymique des pays d'oïl sous les formes :
- Enguerrand (France du Nord, Artois, Flandres, Picardie, Ardennes. Forme usuelle) ;
- Enguerran (Normandie) ;
- Engrand (Nord, Haute-Normandie) ;
- Ingrand (Poitou).

Le nom est présent surtout dans le Calvados.

## Équivalences
En français, on trouve parfois la variante orthographique Enguerran.
Dans d'autres langues que le français :
- latin : Angilramnus, Ingelrannus.
- allemand, néerlandais : Engelram (issu du français).
- anglais : Ingelram, Ingeran, Ingram... (formes issues du français). Il eut une certaine notoriété en Écosse en souvenir d'un évêque de Glasgow qui le portait.
- italien : Ingelrando.
- espagnol : Ingerrán.

## Popularité du nom
Ce prénom fut surtout donné durant le Moyen Âge. Il est ensuite tombé en désuétude pendant plusieurs siècles, survivant uniquement dans certaines vieilles familles aristocratiques, pour réapparaître de façon significative dans la deuxième moitié du XXe siècle.

## Les Enguerrand célèbres

### Saints
- Saint Enguerrand de Metz († 791), évêque puis grand chapelain de Charlemagne. Il meurt en Hongrie au cours d'une campagne contre les Avars. Son corps a été ramené à Saint-Avold dans son monastère d'origine (fête le 25 octobre).
- Saint Enguerrand le Sage de Saint-Riquier († 1045), abbé au diocèse d'Amiens (fête le 9 décembre).

### Nom dynastique chez les sires deCoucy
- Enguerrand Ier de Coucy
- Enguerrand II de Coucy
- Enguerrand III de Coucy
- Enguerrand IV de Coucy
- Enguerrand V de Coucy
- Enguerrand VI de Coucy
- Enguerrand VII de Coucy

### Autres personnalités
- Enguerrand de Marigny (1260-1315), principal ministre du roi de France Philippe IV le Bel, grand réformateur, victime d'un complot et d'un procès truqué sous Louis X le Hutin, il fut exécuté puis réhabilité deux ans plus tard.
- Enguerrand de Monstrelet (1390-1453), chroniqueur français du XVe siècle.
- Enguerrand Quarton, peintre du XVe siècle.
- Enguerrand de Laigny et Enguerrand Dargies, maîtres fauconniers de France sous le règne de Charles VI.
- Enguerrand, évêque de Glasgow au XIIe siècle.
- Enguerrand-Friedrich Lühl-Dolgorukiy, pianiste, compositeur et chef d'orchestre français.
- Enguerrand de Créqui, évêque de Cambrai; élu évêque de Cambrai en 1272 mais son épiscopat est mentionné de 1274 à sa mort en 1285.
- Enguerrand de Créqui, évêque de Thérouanne de 1301 à 1330.
- Pour l'ensemble des articles sur les personnes portant ce prénom, consulter :
  - la liste des articles dont le titre commence par ce prénom
  - les listes produites par Wikidata : Liste des personnes de prénom « Enguerrand » — même liste en incluant les éventuels prénoms composés qui contiennent « Enguerrand ».

## Variantes
- Engrand Leprince parfois graphié Enguerrand Le Prince (mort en 1531), maître-verrier de Beauvais.
- Max Ingrand (1908-1969), maître-verrier.